# Saint-Laurent-sur-Manoire
Saint-Laurent-sur-Manoire è un comune francese soppresso del dipartimento della Dordogna nella regione dell'Aquitania-Limosino-Poitou-Charentes. Dal 1º gennaio 2016 si è fuso con i comuni di Atur e Boulazac per formare il nuovo comune di Boulazac-Isle-Manoire di cui è divenuto comune delegato.

## Società

### Evoluzione demografica
Abitanti censiti